# 闪电侠 (2014年电视剧)
《閃電俠》（英語：The Flash）是一部美國電視劇，為葛瑞格·貝蘭提、安德魯·克雷斯伯格和傑夫·強斯共同開發，並於CW電視網播出。改編自DC漫畫超级英雄《閃電俠》，故事敘述主角貝利·艾倫在一次粒子加速器爆炸大事故中獲得了極速移動的超能力，因此開始化身為超級英雄「閃電俠」為中央市（Central City）打擊犯罪。本劇於2014年10月7日在CW電視網首播，該劇作為《綠箭俠》的衍生系列，故事發生於同一個虛構世界「綠箭宇宙」之中。

## 故事簡介

### 第一季
11歲時，貝利·艾倫（葛蘭特·格斯汀飾）的母親諾拉離奇死亡，在目睹了母亲离奇被杀，父亲亨利·艾倫被错误指认为凶手，貝利被亨利好友喬·韋斯特警探（傑西· L· 馬丁飾）一家收留。由于貝利沉溺于自己悲惨的过去，所以長大之後变成了一个聪明但是不善交际的中央市警察局犯罪现场调查员，在成長過程中，他一直沒有放棄過對於母親真正死因的調查，没人相信他对犯罪的描述:「一个帶著闪电的黃衣高速人那晚入侵他们家」，所以喜歡研究冷門案件、超自然现象以及尖端科学的进展以试图解释他母亲的谋杀案。
貝利十分崇敬科學家哈里遜·威爾斯（湯姆·卡瓦納夫飾）所研究的粒子加速器。然而，粒子加速器在公开亮相的当日，由于设备故障引发的雷暴向城市中心散发前所未知的辐射。貝利被爆炸引发的闪电击中，而他实验室中的化学试剂亦洒在他的身上。貝利被擊中陷入了昏迷。在經歷九个月的昏迷而甦醒后，終於甦醒的貝利驚訝的發現自己體內產生了神奇的變化，因此而獲得了特殊能力。隨著時間的推移，貝利開始明白，這個世界上，還有很多和自己一樣擁有超能力的人存在，而保護市民的安全成為了他新的責任和任務，貝利並发誓要用自己的超能力来保护中央市，免受超人类不断升级的暴力襲擊，几个亲密的朋友和同事帮他保守秘密并协助他成為閃電俠（Flash）。

### 第二季
第一季結束貝利雖然成功戰勝艾爾伯德·斯旺（Reverse Flash），可是卻因為與逆閃電俠（Reverse Flash）決戰時引發奇點，導致平行世界之間的通道打開，而吸引到地球二號的大反派光速（Zoom）的到來。
第二季最後一集季終,貝利看到自己的爸爸死在光速的手裡非常的憤怒，於是痛恨要殺死光速。但是光速創造了自己的時間殘餘，把另外一個自己給殺死了，導致貝利無法順利殺死光速並且逃跑，於是貝利決定要制定一個計畫讓光速死掉……

### 第三季
閃電俠穿越回到母親遇難那一晚，避開了正在對峙的逆閃和自己，創造出另一條稱為「閃點」的時間線。在這個時間線裡，貝利的父母在他成年後依然健在，而相對的喬·韋斯特和愛莉絲與他的關係自然沒有這麼親密。貝利在這個時間線生活了四個月，卻發現自己只是招致更多的超能力犯罪者，最終他再度跟著逆閃電回到了那一晚，逆閃電「再度」殺害他的母親。貝利回到了他熟悉的時間線中生活，卻仍舊引來更邪惡的反派—自稱臣服著速度之神薩維塔 (Savitar)的「煉金術師」，而這些負面且嚴重的影響力，也慢慢發生在恆星實驗室的朋友們身上。薩維塔事件結束後，為避免神速力影響地球，貝利進入神速力離開閃電小隊。

### 第四季
半年後，神祕的武士機器人出現使閃電俠團隊不得不想辦法將貝利救出。但救出貝利也影響到公車上的12名乘客成為超能力者，但這一切都只是思考者 (Thinker)幕後的推動計劃「啟蒙之日」。
思考者事件結束後，貝利發現有其他極速者幫忙擊毀衛星破壞「啟蒙之日」。慶功宴的當下，出現一個自稱貝利的女兒諾拉的女孩出現並說道：「我犯了一個錯誤」。

### 第五季
「啟蒙之日」擊毀的衛星粹片含有暗物質,制造了不少超能力者和超科技物品，也創造了這一季的反派禪。蟬藉由匕首吸取其他超能力者的能力並開始逐一獵殺轉化人，諾拉指稱蟬是未來唯一沒有被抓到的反派。但她的出現也讓時間線開始改變。最後諾拉因逆閃電俠被時間線消除存在。

### 第六季
監視者表示閃電俠將於無限地球危機死亡，貝利為了自己的離開幫閃電小隊做足了準備。同時也要面對新的敵人血魔對於中央市帶來的威脅。
無限地球危機中綠箭俠犧牲自己代替閃電俠死亡，解決未來新聞報導閃電俠永遠消失的遺憾。
無限地球危機後，愛莉絲捲入了黑洞組織的威脅，同時貝利的神速力在無限地球危機事件中被時間幽靈破壞，漸漸失去速度。

### 第七季
納什威爾斯犧牲自己拯救閃電俠恢復神速力，貝利卻放棄人工神速力。哈里遜·威爾斯復活，繼續協助閃電俠。 
艾瑞斯總算離開鏡中世界，並且她恢復閃電俠神速力。黑洞組織首伊娃因閃電俠夫婦曉以大義，總算歸隱回鏡像世界。
艾瑞斯製造人工神速力產生副產品-力量力與幻之力與時之力。神速力本尊與副產品大戰。
諾拉(閃電俠女兒)帶著弟弟巴特·艾倫從未來協助閃電俠抵抗白色急速者哈特與急速大軍。

### 第八季
絕望魔來襲，貝利向他證明自己未來不會危害人類。貝利到未來發現逆閃製造閃點成為閃電俠危害人類。

## 登場人物

### 主要人物
| 角色                         | 演員            | 職務/身份                          | 备註 | 與原著區別               | 出場集數                  |
| 巴里·艾伦 （Barry Allen）    | 葛蘭特·格斯汀   | 閃電俠 （Flash） 中城警局CSI鑑識員 | 被星辰实验室的粒子加速器實驗意外中促使產生的雷電擊中而得到了高速移動的神速力。 | 原著為第二代閃電俠。     | 全劇                      |
| 艾瑞斯·威斯特 （Iris West）  | 坎迪斯·巴頓     | 中央市新聞圖報記者                 | 喬·威斯特女兒，與貝利一起長大，是貝利暗戀的對象。 |                          | 全劇                      |
| 西斯可·拉蒙 （Cisco Ramon）  | 卡洛斯·巴爾德斯 | 震波 (漫畫)（Vibe） 機械工程天才   | 星辰实验室的科學家團隊中最年輕的成員。個性有些活潑跳脫，會對出現的超能力者們進行命名。 由於受到粒子加速器意外的輻射影響，而擁有能夠看見所在世界以及平行世界已發生的事的能力或是藉由雙手產生的震波來開啟平行世界的傳送門。 後期加入離開小隊。 |                          | 第1-7季主演               |
| 凱特琳·史諾 （Caitlin Snow） | 丹妮爾·帕娜貝克 | 生物工程專家                       | 聰明的生物工程天才，在星辰实验室的粒子加速器爆炸中，失去了她的未婚夫。 第三季由於閃點的影響而得到跟地球二號的分身冰霜殺手同樣的急凍能力。第四季被思考者奪取能力。第五季發現冰霜殺手是從小就具備的能力。 地球二號的凱特琳是冰霜殺手。         | 原著為DC漫畫角色冰霜手。 | 全劇                      |
| 喬·威斯特 （Joe West）       | 傑西· L· 馬丁   | 中央市警探                         | 巴里父親的好友，同時也是貝瑞的養父。 |                          | 全劇                      |
| 華利·威斯特 （Wally West）   | 凱南·羅斯戴爾   | 閃電小子 （Kid Flash）             | 艾莉絲·威斯特弟弟，第三季時在閃點裡是閃電小子，第四季離開小隊短暫加入明日傳期小隊。隨後四處旅行。 |                          | 第2-4季主演 第5-6,9季客串 |

### 星辰实验室
| 角色                                                           | 演員                                           | 職務/身份                                                      | 备註 | 與原著區別           | 出場集數                                            |
| 哈里森·威爾斯 （Harrison Wells） 伊歐柏·索恩 （Eobard Thawne） | 湯姆·卡瓦纳 麥特・雷契                         | 逆閃 （Reverse Flash） 星辰实验室（S.T.A.R labs）創辦人 科學家 | 星辰实验室創辦人，因為粒子加速器實驗失敗而失去所有名譽。 真名伊歐柏·索恩，来自未来，和閃電俠一樣擁有高速移動的能力，15年前殺死了真正的哈里森·威爾斯博士，並易容化身爲他。                                | 原著為第二代逆閃電。 | 第一季全劇 第二季第11、17集 第三季第1集 第四季第8集 |
| 哈里森·威爾斯/哈利 （Harrison Wells）                          | 湯姆·卡瓦纳                                    | 星辰实验室創辦人 科學家                                        | 來自二號地球的哈里森·威爾斯，二號地球的星辰实验室創辦人。在綠箭俠第八季第1集中隨着二號地球一起被反物質吞噬，後來在無限地球危機過後因多元宇宙重啟而徹底死亡。但因逆閃電而出現於納什·威爾斯的幻覺中。      | -                    | 第2-4季                                             |
| 哈里森·威爾斯/HR （Harrison Wells）                            | 湯姆·卡瓦纳                                    | 小說家                                                         | 來自19號地球的哈里森·威爾斯。後來在季終集中代替艾瑞斯犧牲了自己。 | -                    | 第三季                                              |
| 歇洛克·威爾斯 （Sherloque Wells）                              | 湯姆·卡瓦纳                                    | 偵探                                                           | 來自221號地球的哈里森·威爾斯，收取龐大費用供給前妻們的贍養費。 | -                    | 第五季                                              |
| 納什·威爾斯 （Nash Wells）                                     | 湯姆·卡瓦纳                                    | 探險家                                                         | 來自719號地球的哈里森·威爾斯，原本在中央市地底尋找監視者，找到指定的大門後被吸進去「獲得新生」，卻也釋放出無限地球危機的幕後黑手反監視者，並導致危機展開，自己亦成為了「遺棄者」，但在危機過後恢復原形。 | -                    | 第六季第3集起                                       |
| 羅尼·雷蒙德 （Ronnie Raymond）                                 | 羅比·艾梅爾                                    | 火風暴 (漫畫) （Firestorm） 實驗室研究員                       | 凱特琳·史諾的未婚夫，在粒子加速器爆炸事故之中與馬丁·史坦博士合體變成火風暴。地球二號的羅尼是死亡風暴。                                                                                                   | -                    | 第1-2季 第三季客串                                  |
| 马丁·斯坦因博士                                                | 維克多·賈博                                    | 火風暴 (漫畫) （Firestorm） 實驗室研究員                       | 粒子加速器爆炸事故之中與羅尼·雷蒙德合體變成火風暴。第二季與傑佛遜傑克森成為新的火風暴，後加入明日傳奇團隊。                                                                                              | -                    | 第1-2季 第3-4季客串                                 |
| 吉迪恩 Gideon                                                  | 莫蓮娜·芭卡琳（配音） Morena Baccarin（voice） | 未來人工智慧                                                   | 來自逆閃的未來世界，由未來的閃電俠所創造。 |                      | 第1-2,4-5季                                         |
| 朱利安·阿爾伯特·德斯蒙德 Julian Albert Desmond                 | 湯姆·費頓 Tom Felton                           | 前考古學家 煉金術師 Doctor Alchemy 中央城警局超人類CSI鑑識員   | 於考古時挖掘出薩維塔的箱子。曾與凱薩琳·史諾有過一段戀情。 | -                    | 第三季                                              |
| 拉尔夫·迪布尼 Ralph Dibny                                      | 哈特利·索耶 Hartley Sawyer                     | 伸縮人 Elongated Man                                           | 前警探。貝瑞從神速力空間回到地球一造成的十二名超能力者之一。後加入閃電小隊。 |                      | 第4-6季                                             |

## 开发和制作
在2013年7月30日的电视评论协会2013夏季媒体见面会上CW电视网首次表示将计划让绿箭侠引导一部新剧，新剧描写第二代闪电侠巴里·艾倫的故事，并计划在绿箭侠第二季第八、九以及二十集登场，而第二十集将作为后门试播集。
然而在2013年11月18日CW电视网决定取消拍摄后门试播集的方法，而是和大部分新剧一样单独拍摄试映集。
2014年5月8日CW电视网正式预定本剧。

### 选角
2013年9月13日确认格兰特·古斯汀将饰演核心角色闪电侠巴里·艾伦。
2014年1月21日确认傑西·L·馬丁将饰演巴里·艾伦的养父，喬·威斯特警探。
1月24日确认Rick Gosnett和Danielle Panabaker将分别饰演艾迪·斯旺警探以及生物工程专家凱特琳·史諾。
2月4日确认Candice Patton和Carlos Valdes将饰演威斯特的女儿艾瑞絲·威斯特和机械工程师史科·雷蒙。
2月11日确认湯姆·卡瓦納夫饰演哈里遜·韋爾斯。
2月11日CW电视网表示饰演了90年代同名电视剧主角的約翰·衛斯理·席普作为客串本片，外界猜测可能是巴里·艾伦的父亲，最终于5月27日这个猜测被证实。
2月24日确认蜜雪兒・哈里森将饰演巴里·艾伦的母亲諾拉·艾倫
3月8日确认派屈克·薩邦圭将饰演David Singh警长。

## 播放電視台
| 香港無綫電視明珠台 星期一 22:35/22:40-23:35 · 2月9日及23日 暫停播映 · 5月11日及18日 22:55-23:50 · 2月27日 暫停播映 | 香港無綫電視明珠台 星期一 22:35/22:40-23:35 · 2月9日及23日 暫停播映 · 5月11日及18日 22:55-23:50 · 2月27日 暫停播映 | 香港無綫電視明珠台 星期一 22:35/22:40-23:35 · 2月9日及23日 暫停播映 · 5月11日及18日 22:55-23:50 · 2月27日 暫停播映 |
| --- | --- | --- |
| | 閃電俠（第一季） （2014.12.15 - 2015.06.01）                                                                       | |
| 神盾局特工（第一季） （2014.07.14 - 2014.12.08）                                                                   | 哥谭_(电视连续剧)（第一季） （2015.06.08 - 2015.11.02）                                                            | |
| 星期二 22:40-23:35/23:40                                                                                           | | |
| 綠箭俠 (電視劇)（第二季） （2015.08.25 - 2016.02.02）                                                              | 閃電俠（第二季） （2016.02.16 - 2016.07.19）                                                                       | 綠箭俠 (電視劇)（第三季） （2016.07.26 - 2017.01.03）                                                              |
| 綠箭俠 (電視劇)（第三季） （2016.07.26 - 2017.01.03）                                                              | 閃電俠（第三季） （2017.01.10 - 2017.06.13）                                                                       | 行屍（第六季） （2017.06.20 - 2017.10.03）                                                                         |
| 轟天炮（第一季） （2017.10.10 - 2018.02.06）                                                                       | 閃電俠（第四季） （2018.02.13 - 2018.07.24）                                                                       | 轟天炮（第二季） （2018.07.31 - 2018.12.25）                                                                       |
| 9-1-1（第一季） （2019.01.08 - 2019.03.12）                                                                        | 閃電俠（第五季） （2019.03.26 - 2019.08.20）                                                                       | 9-1-1（第二季） （2019.08.27 - 2019.12.24）                                                                        |
| 星期二 20:30-21:30                                                                                                 | | |
| 新增時段 | 閃電俠（第六季） （2020.02.25 - 2020.06.30）                                                                       | — |

| 臺灣公視HD台 星期五 22:00 - 23:00 | 臺灣公視HD台 星期五 22:00 - 23:00                   | 臺灣公視HD台 星期五 22:00 - 23:00 |
| --------------------------------- | --------------------------------------------------- | --------------------------------- |
|                                   | 閃電俠（第一季） （2015.09.04 - 2015.11.13）        |                                   |
| 罪行 (電影) （2015.08.28）        | 哥谭_(电视剧)（第一季） （2015.11.20 - 2015.12.25） |                                   |

| 臺灣公視3台 星期一至五 22:00 - 23:00           | 臺灣公視3台 星期一至五 22:00 - 23:00             | 臺灣公視3台 星期一至五 22:00 - 23:00 |
| ---------------------------------------------- | ------------------------------------------------ | ------------------------------------ |
|                                                | 閃電俠（第一到二季） （2016.08.24 - 2016.10.05） |                                      |
| —                                              | —                                                |                                      |
| 疑犯追蹤（第五季） （2018.08.06 - 2018.08.22） | 閃電俠（第三季） （2018.09.03 - 2018.10.03）     | 閃電俠（第四季） （2018.10.22 - ）   |
| 閃電俠（第三季） （2018.09.03 - 2018.10.03）   | 閃電俠（第四季） （2018.10.22 - ）               | —                                    |

## 內部連結
- 閃電俠 (1990年電視劇)
- 綠箭宇宙
  - 绿箭侠 (电视剧)
  - 明日傳奇
  - 女超人 (電視劇)

## 外部連結
- OneDream （页面存档备份，存于） 上「閃電俠 （页面存档备份，存于）」的資料
- 互联网电影数据库（IMDb）上《The Flash》的资料（英文）
- 官方网站（英文）
- 闪电侠的Facebook專頁
- 官方网站（繁體中文）
- 在Netflix上觀看《閃電俠》